# غاليسيا الشرقية

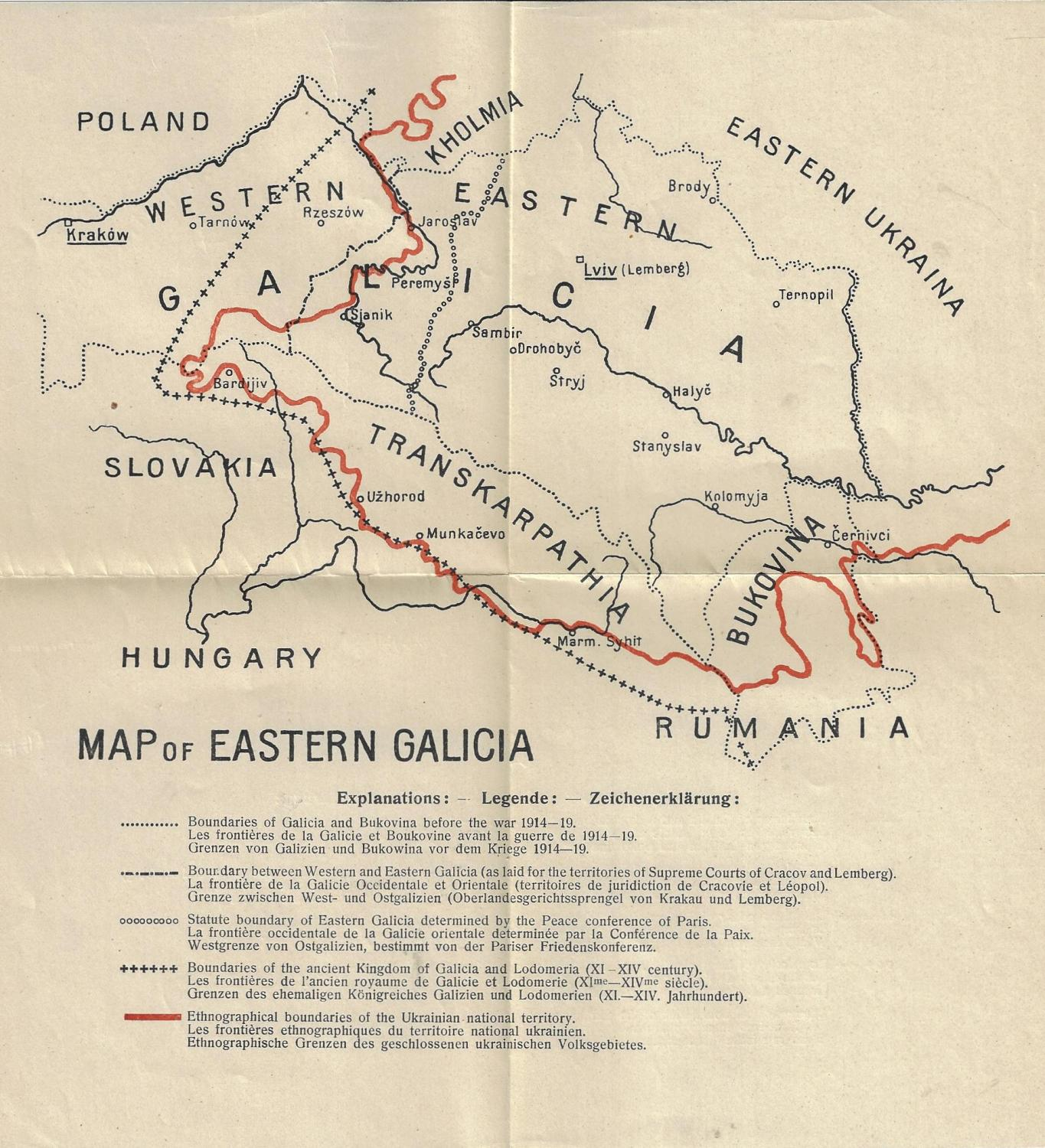
غاليسيا الغربية والشرقية في بداية القرن العشرين

غاليسيا الشرقية (الأوكرانية: Східна Галичина، البولندية: Galicja Wschodnia، الألمانية: Ostgalizien) هي منطقة جغرافية تقع في غرب أوكرانيا (المقاطعات الحالية لفوف وإيفانو فرانكيفسك وتيرنوبل)، ولها أيضًا أهمية تاريخية أساسية في بولندا.  
تأسست غاليسيا ضمن الإمبراطورية النمساوية المتحدة خلال الفترة من 1772 إلى 1918. تشمل غاليسيا الشرقية الآن كل مناطق لفيف وإيفانو فرانكيفسك في أوكرانيا بالإضافة إلى منطقة تيرنوبل، مع شريطها الشمالي الذي يحد مناطق كريمينتس وشومسك ولانيفتسي السابقة والجزء الشمالي من منطقة زبارازه. من ناحية أخرى، يقع الجزء الغربي من غاليسيا الشرقية في بولندا (الجزء الشرقي من محافظة بودكارباتسكي، بما في ذلك برزيميسل وسانوك وياروسلاف، ولوباتشوف وليسكو وبيشتشادي، بالإضافة إلى المناطق المحيطة بهذه المدن والأماكن). تقع أيضًا في محافظة لوبلين، بلدة لوبيتشا كروليفسكا والمنطقة المحيطة بها، وهي جزء صغير من غاليسيا الشرقية. ومع ذلك، فإن توماشوف لوبلسكي، التي تبعد 15 كم، لم تعد جزءًا من غاليسيا، ولم تكن تنتمي إلى الدولة النمساوية أثناء تقسيم بولندا: لقد أصبحت جزءًا من كونغرس بولندا، وبالتالي جزءًا من الإمبراطورية الروسية، بعد إلغاء دوقية وارسو. تبلغ مساحة غاليسيا الشرقية حوالي 46,800 كيلومتر مربع (18100 ميل مربع).

## تاريخ
في عام 1918، أصبحت غاليسيا الغربية جزءًا من جمهورية بولندا المستعادة، والتي استوعبت جزءًا من منطقة ليمكو. أعلن السكان الأوكرانيون المحليون استقلال غاليسيا الشرقية باعتبارها جمهورية غرب أوكرانيا الشعبية. قاوم السكان البولنديون في لفيف بشكل أساسي، مما أدى إلى اندلاع الحرب البولندية الأوكرانية التي سيطر خلالها البولنديون على كامل غاليسيا. في اتفاق مع بولندا، تنازل سيمون بيتليورا، زعيم جمهورية أوكرانيا الشعبية، عن غاليسيا الشرقية مقابل الحصول على المساعدة ضد السوفييت. أثناء الحرب البولندية السوفيتية، أسس السوفييت في يوليو 1920 في شرق غاليسيا جمهورية غاليسيا السوفيتية الاشتراكية قصيرة العمر. 
وقد نصت معاهدة ريغا المؤرخة في 18 مارس 1921 على تعيين منطقة غاليسيا الشرقية المتنازع عليها ضمن الجمهورية البولندية الثانية. اعترفت قوى الوفاق بالملكية البولندية للمنطقة في 14 مارس 1923.
شكل الأوكرانيون من غاليسيا الشرقية السابقة ومقاطعة فولينيا المجاورة حوالي 12% من سكان الجمهورية البولندية الثانية وكانوا أكبر أقلية فيها. وبما أن سياسات الحكومة البولندية كانت غير ودية تجاه الأقليات، فقد تزايدت التوترات بين الحكومة البولندية والسكان الأوكرانيين، مما أدى في نهاية المطاف إلى ظهور منظمة القوميين الأوكرانيين المسلحة تحت الأرض.

### بولندا الشرقية الصغرى

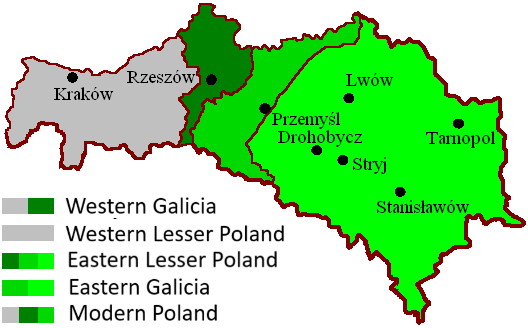
خريطة غاليسيا مع الحدود التاريخية. بولندا الشرقية الصغرى هي مزيج من جميع درجات اللون الأخضر، وتتميز غاليسيا الشرقية بدرجتين أفتح من اللون الأخضر

في فترة ما بين الحربين العالميتين، كانت مقاطعة غاليسيا النمساوية السابقة، والتي كانت آنذاك جزءًا من بولندا، تُسمى بولندا الصغرى.  كانت غاليسيا الغربية، إلى نهر سان، تسمى بولندا الصغرى الغربية، بينما كانت غاليسيا الشرقية، شرق نهر سان، مع مدينة لفيف، تسمى بولندا الصغرى الشرقية (البولندية: Małopolska Wschodnia) وتضمنت محافظات تارنوبول وستانيسلافو ولوو ). وفقًا للمؤرخ البولندي يان بيسولينسكي، فإن استخدام مصطلح بولندا الصغرى الشرقية للإشارة إلى غاليسيا الشرقية غير صحيح، لأنه لا يوجد له مبرر تاريخي، كونه مجرد تسمية ذات أهمية قومية ودعائية (على غرار المصطلح المماثل غرب أوكرانيا الذي استخدمه الجانب الأوكراني في نفس الوقت)، والذي خدم في عشرينيات وثلاثينيات القرن العشرين لإنشاء اتصال أقوى بين المنطقة الواقعة بين نهري سان وزبروخ مع الدولة البولندية والتأكيد على الطبيعة البولندية الأصلية المزعومة لتلك المنطقة. 
من الناحية الإقليمية، لم تكن بولندا الصغرى الشرقية متطابقة تمامًا مع غاليسيا الشرقية أثناء التقسيم النمساوي. نتيجة للتقسيم الإداري لأراضي التقسيم النمساوية السابقة المضمنة في الجمهورية البولندية الثانية كما تم تحديدها في 23 ديسمبر 1920، تم نقل حدود بولندا الصغرى الشرقية فيما يتعلق بشرق غاليسيا بشكل كبير إلى الغرب. دمجت المقاطعات التالية في محافظة لفيف: تارنوبرزيج ورزيسزو ووانكوت ونيسكو وكولبوسزوفا وبرزيورسك وسترزيزو وكروسنو وكانت في السابق أجزاء من منطقة محكمة الاستئناف في لفيف، وكانت حدودها الغربية هي الحدود التقليدية لغاليسيا الشرقية داخل النمسا والمجر.  حددت الحدود الشمالية الغربية لشرق بولندا الصغرى بواسطة نهر فيستولا بالقرب من ساندوميرز.

## علم أصول الكلمات
اسم غاليسيا أو هاليتشينا في الأوكرانية، مشتق من مدينة هاليتش (اللاتينية غاليك) والتي كانت أول عاصمة لإمارة غاليسيا. اسم هاليتش مشتق بدوره من الكلمة الأوكرانية هالكا والتي تعني "الغراب الأنثى"، وهو ما ينعكس في الغراب الموجود في وسط شعار النبالة للمدينة في العصر الحديث المبكر. 
يعتقد الكثيرون أيضًا أن اسم Halych/Galicz (ومنه Halychyna/Galizia) مشتق من الكلمة اليونانية ἅλς (hals)، والتي تعني "الملح". كان للبيزنطيين واليونانيين تأثير قوي على هذه الأراضي، وكان اليونانيون هم الذين اعتنقوا المسيحية في غاليسيا، التي كانت جزءًا من كييف روس. في الواقع، الكلمة اليونانية لحفرة الملح هي αλυκή ( أليكي)، مما يطرح حجة قوية مفادها أن هاليتش قد يكون تغييرًا لها. كانت مدينة هاليتش غنية بالملح، الذي كان يستخرج من المنطقة. خلال فترة العصور الوسطى المبكرة، كان الملح هو الصادرات الرئيسية لمدينة هاليتش.  لكن اليوم لم يعد هناك تعدين للملح في هاليتش.

## فهرس
- موسوعة أوكرانيا